# ヨーロッパクロマツ
ヨーロッパクロマツ（学名: Pinus  nigra）は、マツ科マツ属の樹木である。

## 名前と分類
マツ科マツ属に属し、所謂「松」の一種。葉断面に維管束を2つ持つPinus亜属に属する。
種小名nigraは「黒い」の意味。仏名：Pin noir、独名Schwarzkieferも共に「黒いマツ」の意味。

## 分布
ヨーロッパ南部の地中海沿岸諸国に分布する。海抜0メートルから標高1600メートルの高地にまでに自生する。

## 形態
常緑高木で雌雄同株である。高さ20 - 55メートル (m) に達し、幹は直径0.4 - 2 mになる。樹形は、クロマツに似て、幼木時は整円錐形で、老木になると広円錐形になる。幹は、通直であり、1788年にはフランス艦隊のマストにも用いられた。枝は輪生し、太くてよく分岐する。上枝は上向、中枝より下部は水平に出る。樹皮は、幼木時は、薄くて平滑であるが、老木では厚く、深裂し、鱗片となって剥脱する。幼枝は、黄緑あるいは黄褐色で、光沢がある。冬芽は円錐形であり、色は鮮灰色、長さ1.2 - 2.4センチメートル (cm) である。
葉は2針、通直で、長さ8 - 15 cmであり、暗緑色である。葉の各面には12 - 14条の気孔線がある。4 - 5年枝上に留まる。球果は、長卵形、卵円錐形であり、光沢がある。色は、黄褐色あるいは暗褐色で、長さは40 - 80ミリメートル (mm) 、直径25 - 30 mmである。2年目に成熟、3年目に開裂する。種子は灰色または淡い黄色で、光沢はなく卵状長楕円形である。長さ5 - 7 mmで、翼は長さ40 - 50 mmで、淡褐色の条線がある。

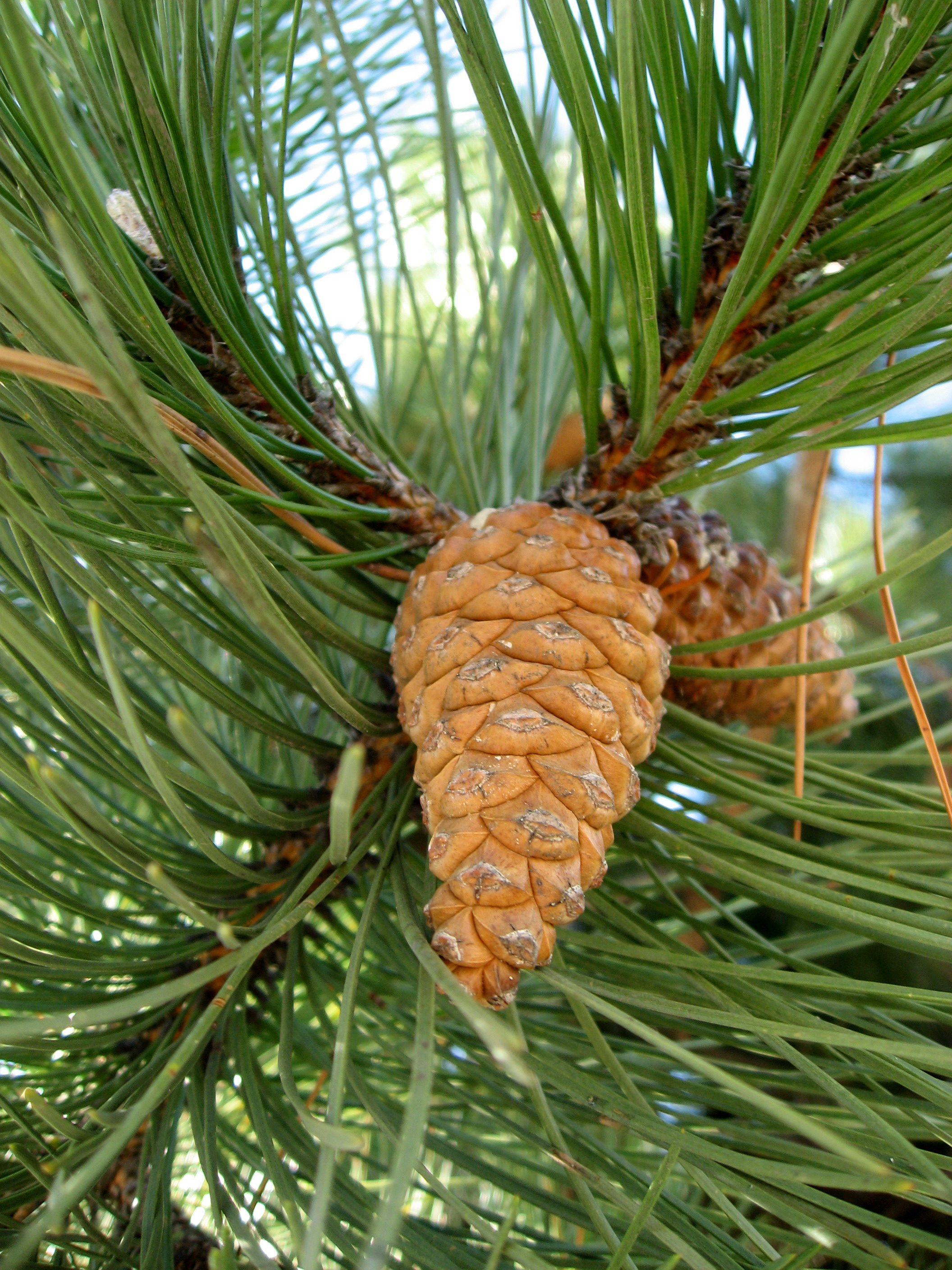
葉と球果
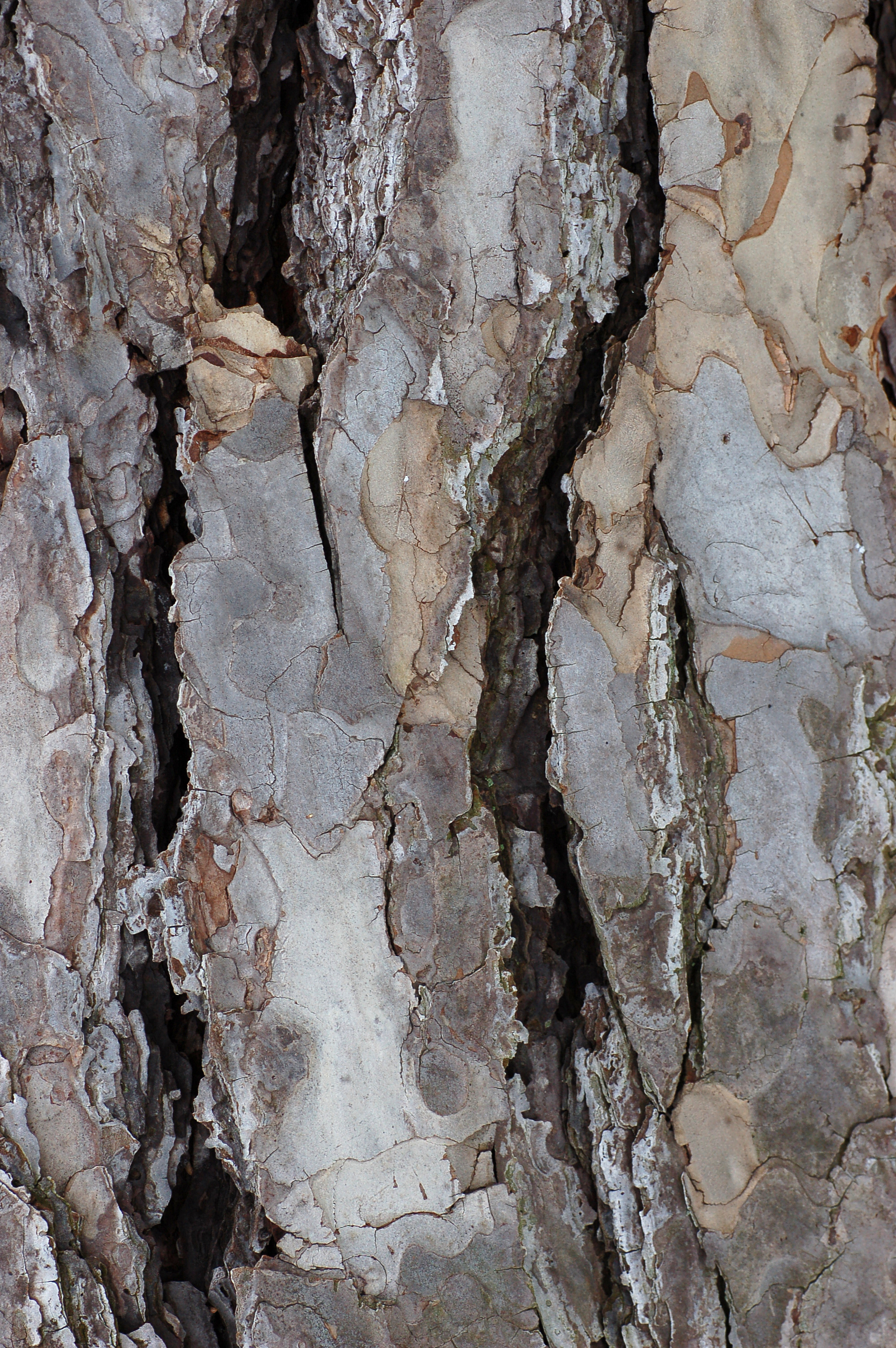
樹皮

## 用途
生育は一般に遅い。耐寒力および耐乾力が強く、耐陰性も多い。都会地に適し、造園樹に用いられる。海岸防風林、耕作地防風林にも用いられている。

## 変種
- コルシカマツ（Pinus nigra ver. crsicana）
- クリミアマツ（Pinus nigra subsp. pallasiana (Lamb.) Holmboe）
  - 樹形は、半球形である。球果は大型で、長さ100mmある。アナトリア半島、クリミア半島の石灰質地に自生している。造園樹として用いられている。
- ピレネーマツ（Pinus nigra subsp. laricio Maire）
  - 球果は小形で、長さ40 - 60mmで、直径25mmある。南西フランスのセヴェンヌ山脈、ピレネー山脈の石灰質地に自生している。造園樹として用いられている。

## シノニム
- Abies marylandica Dallim. & A.B.Jacks.
- Abies novae-angliae K.Koch
- Pinus austriaca Hoss
- Pinus banatica (Georgescu & Ionescu) Georgescu & Ionescu
- Pinus laricio var.austriaca (Hoss) Loudon
- Pinus laricio subsp. austriaca (Hoss) Endl.
- Pinus laricio var.moseri J.J.Moser
- Pinus laricio var. nigricans (Host) Parl.
- Pinus laricio var. prostrata Beissn.
- Pinus laricio var. pygmaea Carriere
- Pinus laricio var. pyramidata Carriere
- Pinus nigra var. austriaca (Hoss) Badoux （和名：オーストリアマツ）[6]
- Pinus nigra var. banatica Georgescu & Ionescu
- Pinus nigra subsp. croatica Lovric
- Pinus nigra var. gocensis Georgev.
- Pinus nigra f. hornibrookiana Slavin
- Pinus nigra f. moseri (J.J.Moser) Rehder
- Pinus nigra var. nigra
- Pinus nigra f. prostrata (Beissn.) Rehder
- Pinus nigra f. pygmaea (Carriere) Rehder
- Pinus nigra f. pyramidalis Slavin
- Pinus nigra var. pyramidata (Carriere) Fitschen
- Pinus nigricans Host